# Pałac Potockich we Lwowie
Pałac Potockich (ukr. Палац Потоцьких) – pałac we Lwowie, neorenesansowy, wzniesiony w latach 1888–1890 dla Alfreda Józefa Potockiego według projektu Juliana Cybulskiego; skonfiskowany przez Ukraińską SRR w 1940; odrestaurowany w latach 2001–2002, mieści rezydencję prezydenta Ukrainy we Lwowie i Lwowską Galerię Sztuki. 

## Historia
Wcześniej na tym terenie był rozległy ogród, w którym znajdowało się kilka niewielkich budynków. Zostały zburzone ok. 1820 i wówczas rozpoczęła się tu budowa klasycystycznego pałacu według projektu Ignacego Chambreza. Był to prostokątny, dwukondygnacyjny budynek nakryty mansardowym dachem, posiadał symetryczną fasadę z centralnym ryzalitem oraz poddasze zwieńczone balustradą. Na wysokości pierwszej kondygnacji elewacja posiadała boniowanie, a powyżej drugiej naroża ozdobione były sześcioma parami jońskich pilastrów. Pałac ten stał w tym miejscu do 1860, a następnie został zburzony. 
Nowy pałac powstał dwadzieścia lat później, oryginalny projekt w stylu baroku francuskiego z czasów Ludwika XIV stworzył Louis Dauvergne. Dla potrzeb rodziny Alfreda Józefa i Marii Klementyny Potockich został dostosowany przez Juliana Cybulskiego i Ludwika Baldwina-Ramulta, którzy nadali mu cechy francuskiego neorenesansu z elementami neobaroku. Alfred Józef Potocki nie dożył ukończenia pałacu, zmarł w 1889 w Paryżu. Budowa zakończyła się rok później, zamieszkała tu Maria Klementyna Potocka. Po jej śmierci w 1903 pałac przebudowano dzieląc jego wnętrza na apartamenty, zmniejszono również teren ogrodu, sprzedano go pod zabudowę miejską wielorodzinną. 22 listopada 1919 podczas obchodów pierwszej rocznicy wyzwolenia Lwowa odbywały się pokazy lotnicze, amerykański pilot Edmund Graves wykonując akrobacje lotnicze przecenił możliwości samolotu i wykonując jeden z manewrów doprowadził do złamania skrzydła w wyniku czego samolot runął na pałac. Doszło do eksplozji zbiorników z paliwem, które doszczętnie zniszczyły dach, a górne piętra spłonęły. Odbudowa gmachu trwała z przerwami do 1931, Potoccy byli posiadaczami pałacu do wkroczenia Armii Czerwonej do Lwowa. Podczas okupacji hitlerowskiej sale pałacu przeznaczono na miejsce wystaw o charakterze propagandowym, które przywożono z Drezna m.in. „Tyfus plamisty i jego zwalczanie”, „Światowa zaraza żydowska”. Dzięki temu budynek przetrwał okres II wojny światowej bez uszkodzeń, w 1945 władze radzieckie przekazały go w użytkowanie Instytutowi Geologii i Geochemii Minerałów Palnych. W 1972 w pałacu postanowiono ulokować urząd ewidencji stanu cywilnego, ale jego stan techniczny sprawił, że poddano go dwuletniemu remontowi. W 1980 zniszczono część ogrodu podczas prac nad budową szybkiego tramwaju, którą ostatecznie przerwano. Uzyskanie przez Ukrainę niepodległości początkowo nie wpłynęło na zmianę przeznaczenia budynku. W 1996 w południowej części ogrodu wybudowano obiekt wystawienniczy nazwany Lwowskim Pałacem Sztuki. Jego projektant Wasyl Kamenszczyk w dowolny sposób nawiązał do mansardowego dachu pałacu, obecnie mieści się tam galeria sztuki współczesnej i sala konferencyjna. W latach 2001–2002 przeprowadzono gruntowny remont wnętrz pałacowych, którymi kierował również Wasyl Kamenszczyk, obecnie mieści się tam Lwowska Galeria Sztuki, reprezentacyjna część jest lwowską rezydencją prezydenta Ukrainy.

## Galeria

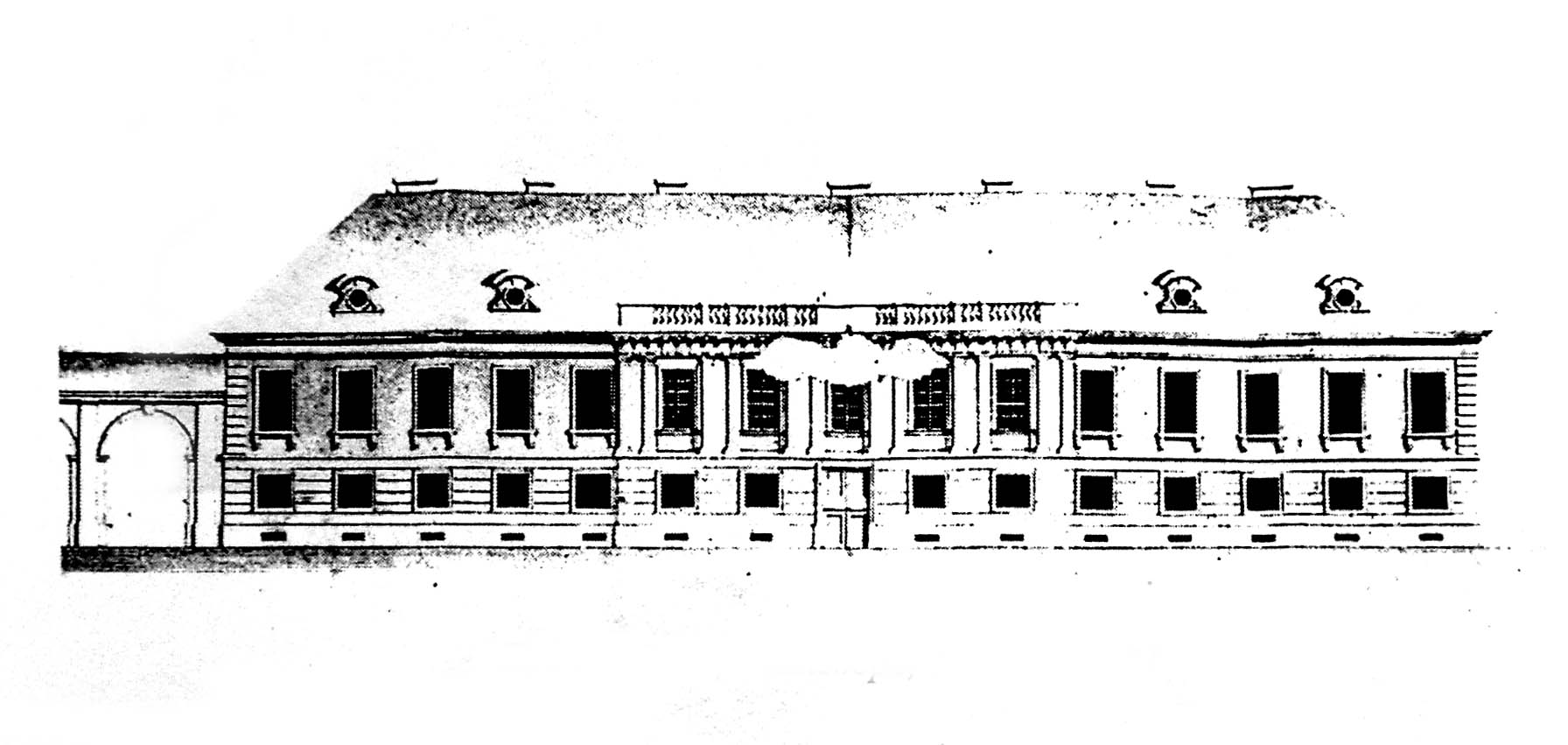
Projekt poprzedniego pałacu wg Ignacego Chambreza z 1822 r. rozebranego w latach 1860–1861
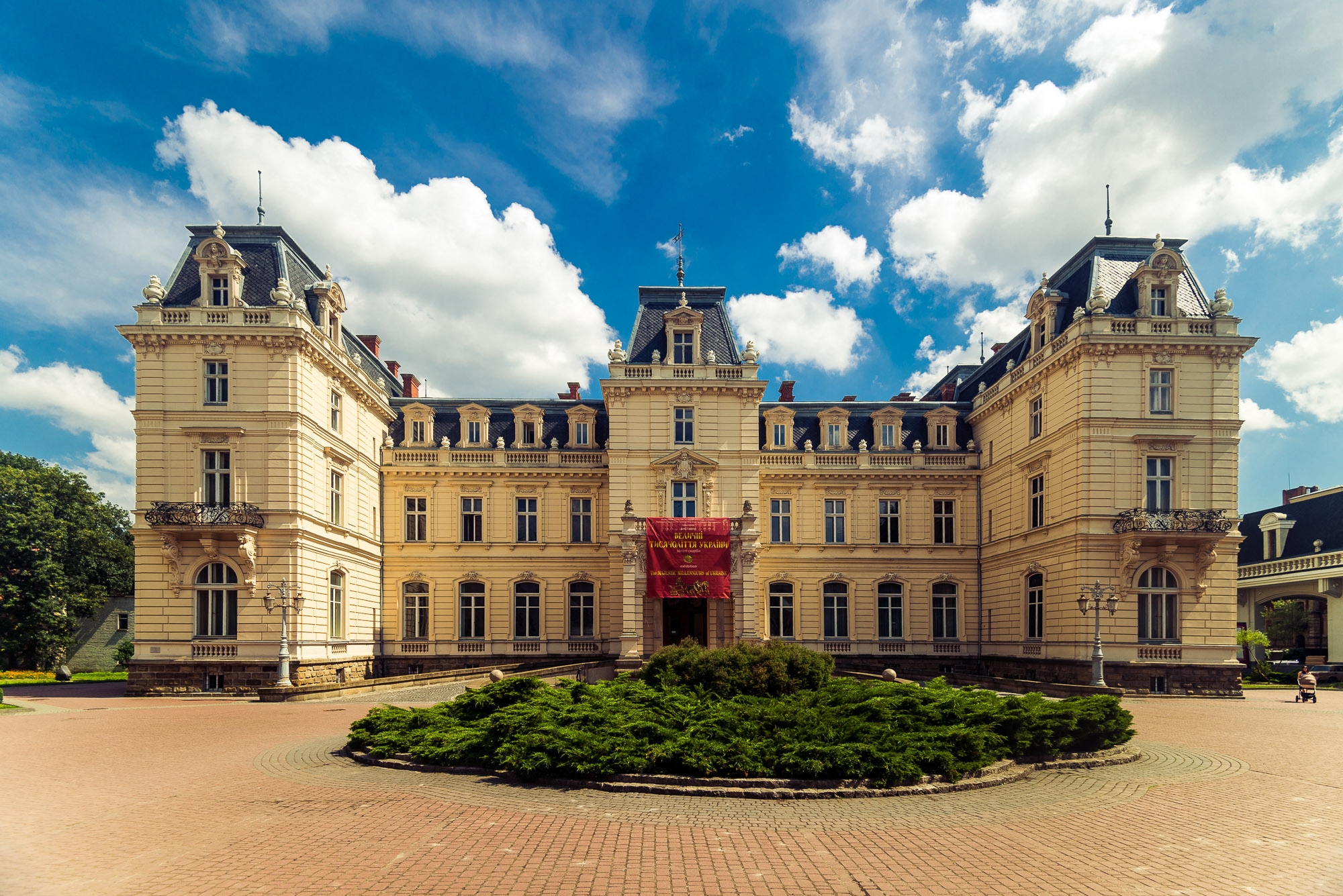
Fasada pałacu
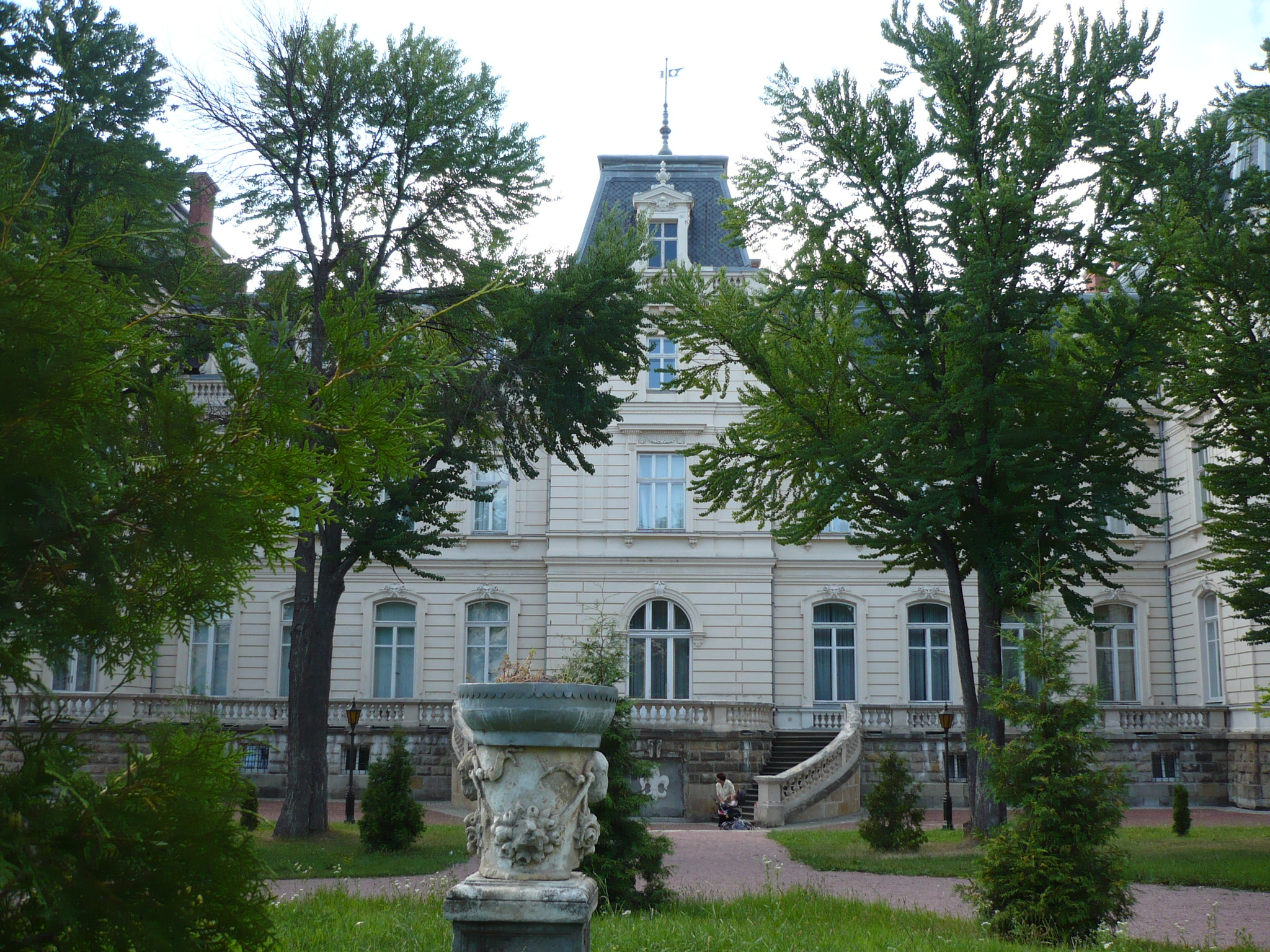
Elewacja z tyłu pałacu
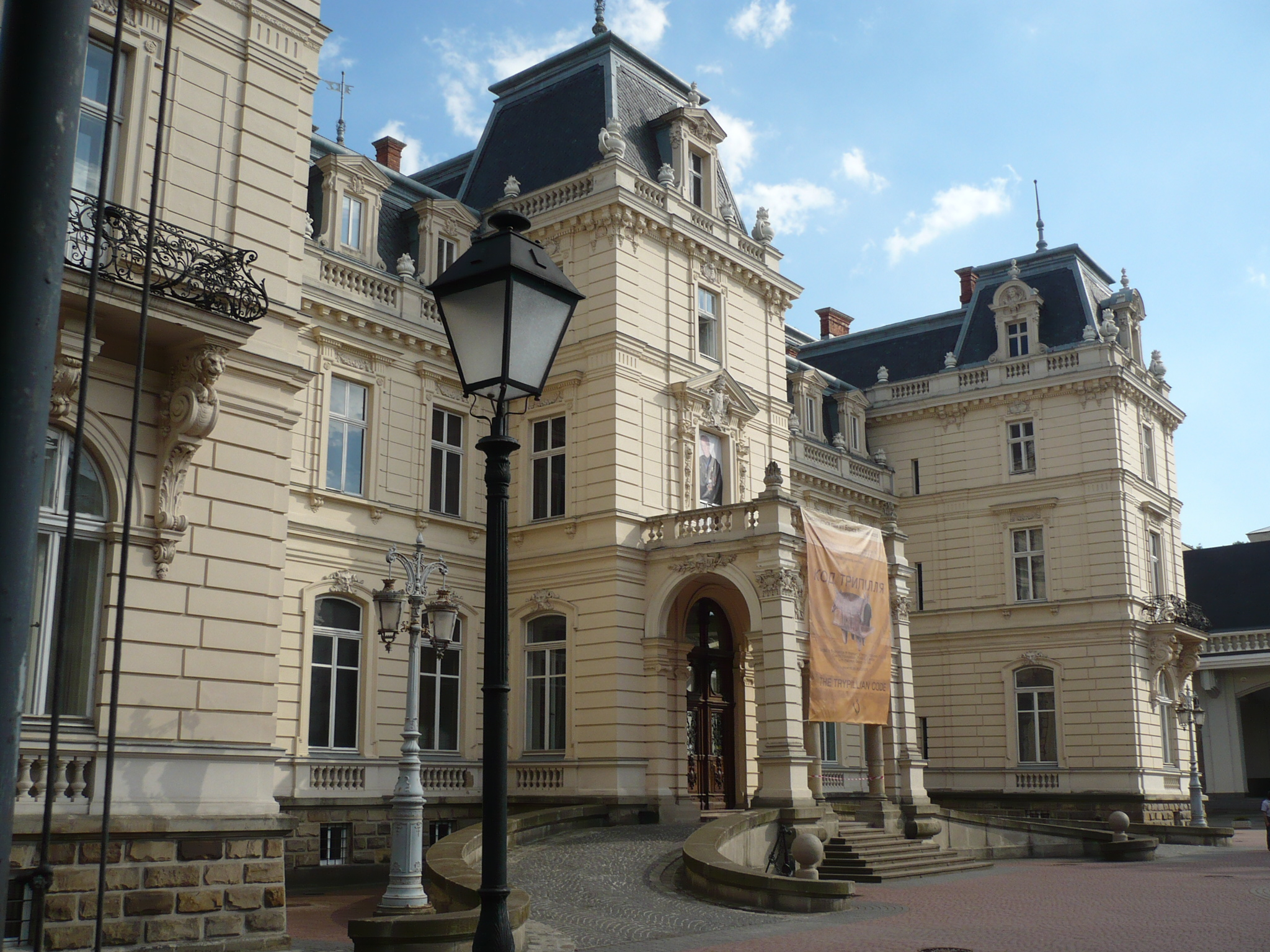
Front pałacu Potockich z boku
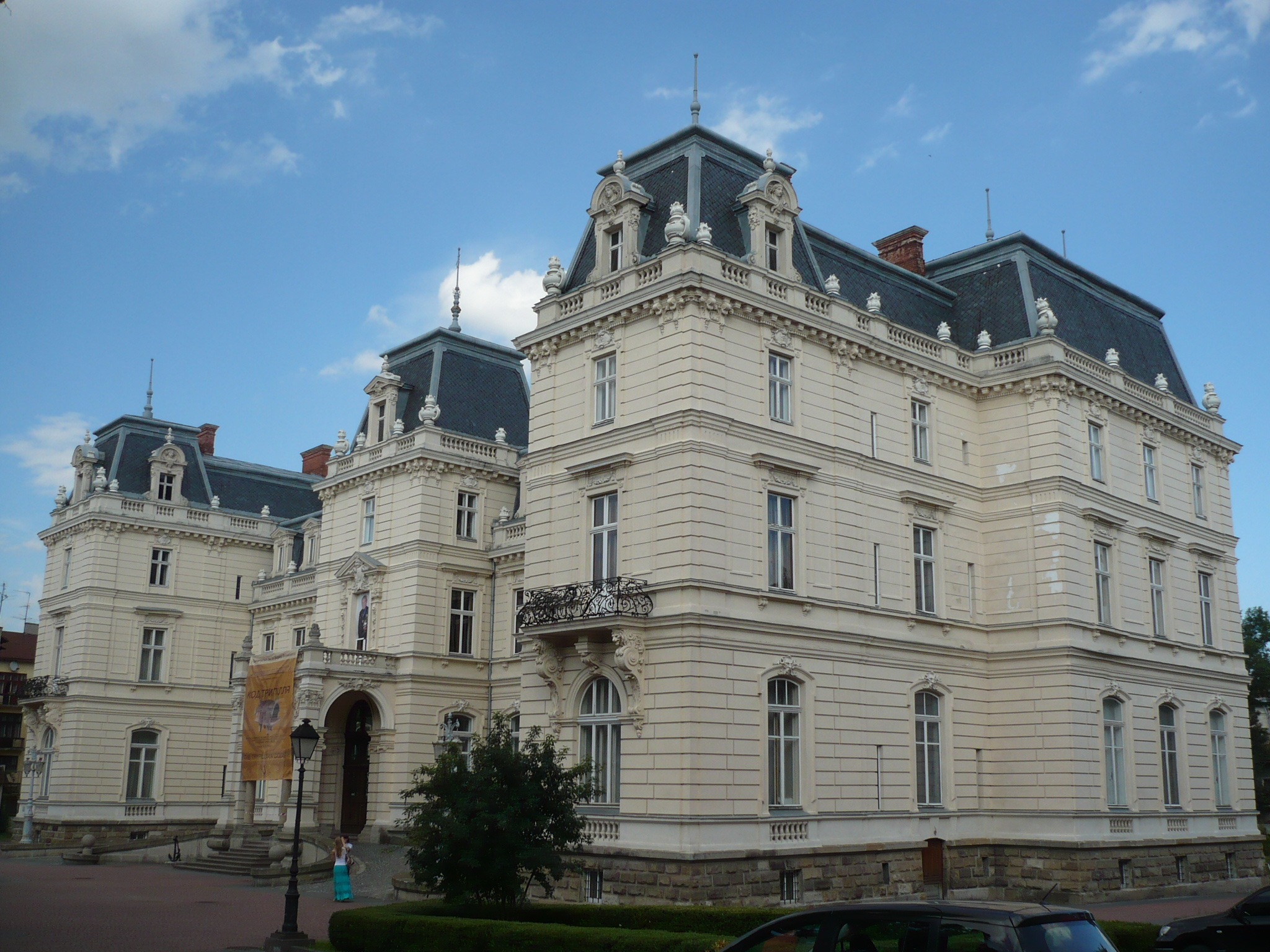
Bok pałacu Potockich
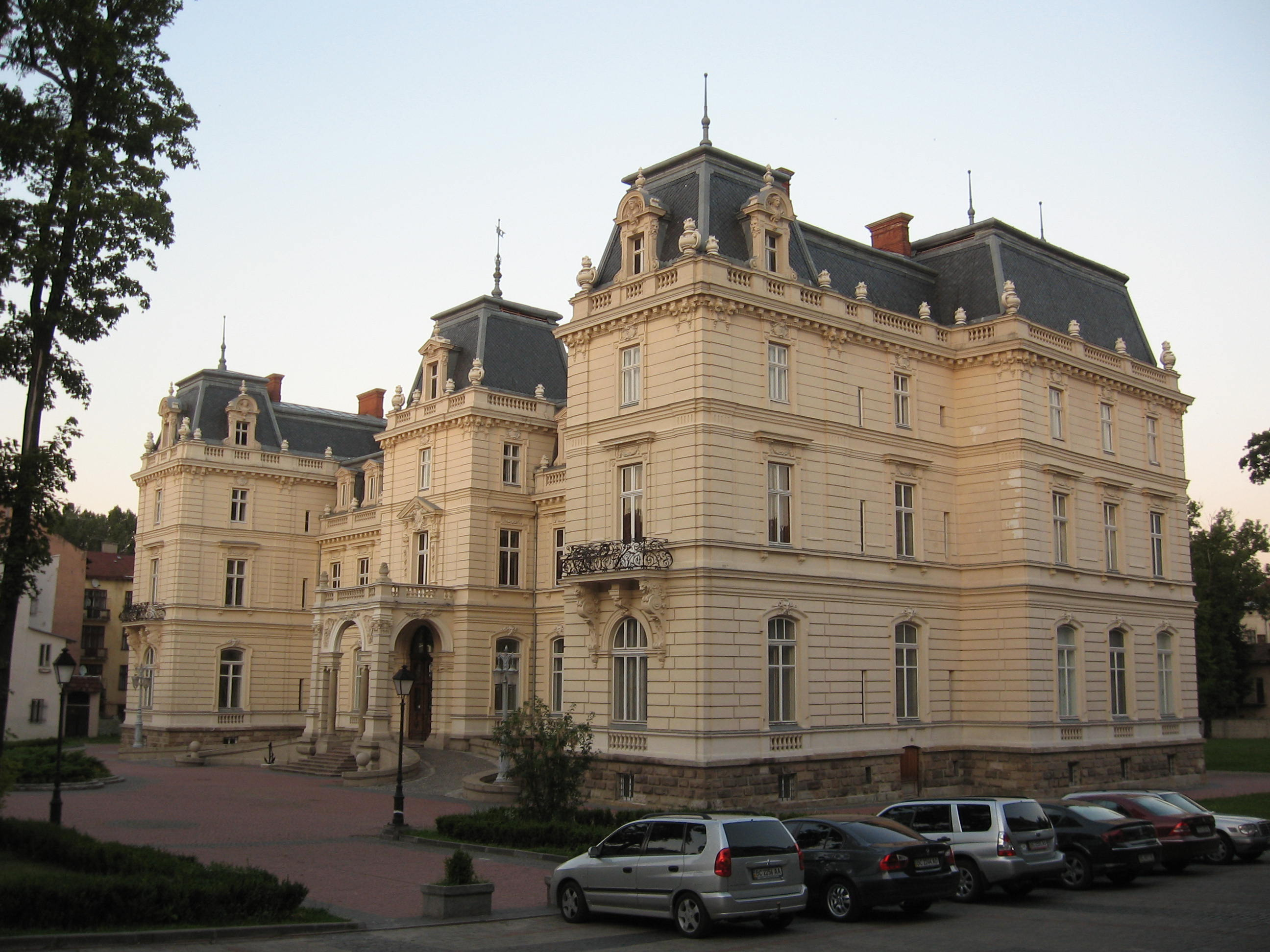
Pałac od strony zachodniej